# Lamia (by)
 For alternative betydninger, se Lamia. (Se også artikler, som begynder med Lamia)
Lamia (græsk: Λαμία) er en by og kommune i periferien Centralgrækenland i Grækenland. Byen er hovedstad i periferien.

## Historie
Arkæologiske udgravninger har vist, at stedet Lamia har været befolket i hvert fald siden bronzealderen (2000-tallet f.Kr.), men første gang den blev nævnt i skriftlige optegnelser var da den blev ramt af jordskælv i 424 f.Kr. Den var på det tidspunkt en vigtig spartansk militærbase.